# Povodje, Vodice
Povodje este o localitate din comuna Vodice, Slovenia, cu o populație de 17 locuitori.